# Bazylika Ofiarowania Najświętszej Maryi Panny w Wadowicach

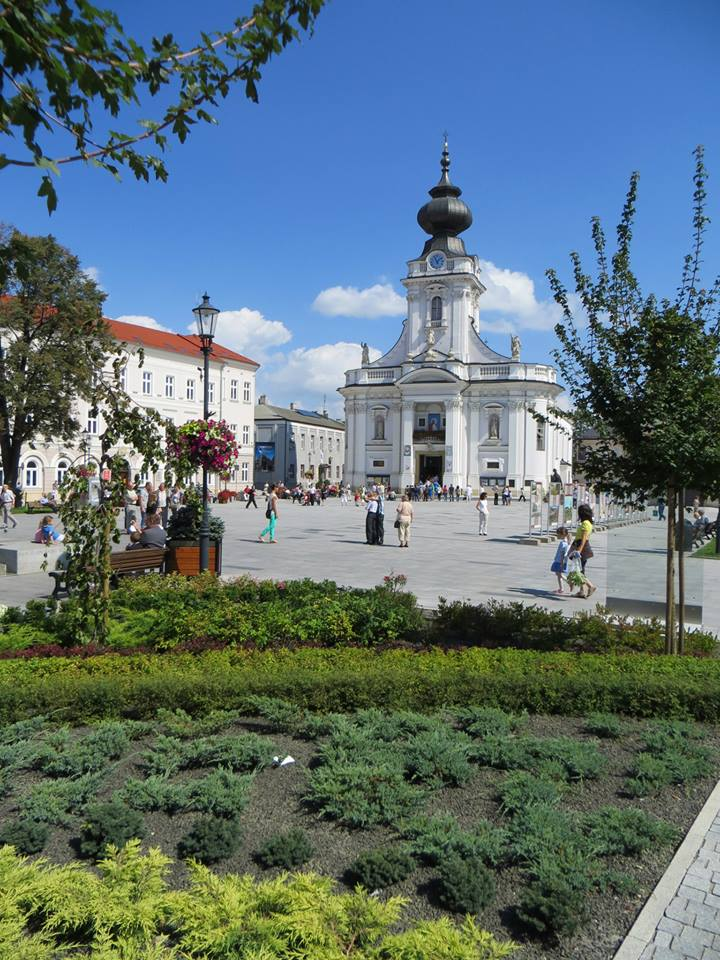
Kościół ONMP w Wadowicach wraz z odnowionym rynkiem (2013r)

Bazylika Ofiarowania Najświętszej Maryi Panny – kościół parafialny parafii Ofiarowania NMP w Wadowicach, znajdujący się przy pl. Jana Pawła II 1. Siedziba dekanatu Wadowice – Północ.

## Historia

### Pierwsze ślady
Najstarsza wzmianka o kościele w Wadowicach pochodzi z 1325. Wadowice były wtedy filią parafii w Mucharzu. Decyzją biskupa z 1335 włączono wadowicki kościół do parafii Woźniki.
Pierwszy kościół był niewielką drewnianą świątynią. W 1440 spłonął podczas wielkiego pożaru miasta. Na jego zgliszczach, w połowie XV wieku wzniesiono murowany kościół. Z tego okresu pochodzi obecne dwuprzęsłowe prezbiterium zamknięte prostą ścianą i nakryte sklepieniem krzyżowo-żebrowym.

### Obecny kościół
Kolejny pożar miasta z 18 maja 1726 nie oszczędził również kościoła. W latach 1792–1798 wybudowano nowy przez majstra murarskiego Franciszka Sosnę – w stylu późnobarokowym, z zachodnią fasadą frontową zwieńczoną wieżą z baniastym hełmem. 29 września 1808 odbudowany kościół został konsekrowany przez ówczesnego biskupa krakowskiego Andrzeja Rawę-Gawrońskiego.

### Zmiana wezwania
Prawdopodobnie od początku swojego istnienia kościół był pod wezwaniem Wszystkich Świętych. Staraniem proboszcza Mikołaja Zamoyskiego papież Grzegorz XVI zamienił w 1836 tytuł na Ofiarowania Najświętszej Marii Panny.

### Wiek XIX
W XIX wieku przeprowadzono szereg inwestycji mających na celu rozbudowę świątyni. Od wschodu dobudowano w 1857 dwukondygnacyjny aneks mieszczący na parterze zakrystię, a na piętrze skarbiec. U schyłku XIX wieku odrestaurowano fasadę w stylu neobarokowym. Otrzymała ona m.in. reprezentacyjny balkon umieszczony powyżej głównego wejścia. Pracami kierował krakowski architekt Tomasz Pryliński znany m.in. z odnowy krakowskich sukiennic. Natomiast dekorację rzeźbiarską fasady wykonał artysta krakowski Zygmunt Langman. Kamienne rzeźby przedstawiają m.in. Matkę Bożą w otoczeniu dwóch historycznych patronów Polski: św. Stanisława i św. Wojciecha. Wieża otrzymała nowy hełm. Również w tym czasie cykl obrazów przedstawiających drogę krzyżową wykonał wadowiczanin, Jan Nepomucen Bizański (1804–1878), malarz i rysownik, profesor Akademii Sztuk Pięknych w Krakowie.

### Wiek XX
Na miejscu zarekwirowanych podczas I wojny światowej dzwonów w 1922 zawieszono nowe. W 1931 kościół został zelektryfikowany. Pod koniec II wojny światowej, w styczniu 1945 została zrzucona na kościół bomba, która uszkodziła m.in. dach kościoła. Świątynia była przez cały rok nieczynna – nabożeństwa odprawiano w Domu Katolickim zbudowanym w latach 1933–1935.
W ramach odbudowy i renowacji kościoła w latach 1945–1947 powiększono go o dwa boczne wejścia oraz dobudowano przedsionki z obu stron korpusu nawowego. Ponadto rozbudowano zakrystię. W 1986 kaplice boczne zostały zintegrowane z prezbiterium za pomocą arkadowych przejść, które powstały w miejscach okien.
25 marca 1992 papież Jan Paweł II nadał kościołowi Ofiarowania NMP tytuł bazyliki mniejszej.

### Czasy współczesne
Staraniem proboszcza Jakuba Gila w latach 2000–2003 dokonano gruntownej renowacji kościoła. W ramach prac ułożono nową, marmurową posadzkę, zaś sklepienia zostały pokryte przez krakowskie artystki Aleksandrę Grochal i Katarzynę Dobrzańską polichromią nawiązującą do nauczania Jana Pawła II. Na sklepieniu prezbiterium przedstawiono patronów Polski, których kanonizował Jan Paweł II. W 2007 ukończono renowację elewacji bazyliki.

### Pielgrzymki papieskie
Wadowicki kościół odwiedzał w czasie każdej wizyty do rodzinnego miasta papież Jan Paweł II:
- 7 czerwca 1979 – pierwsza pielgrzymka do Polski i pierwsza wizyta w Wadowicach Karola Wojtyły jako głowy Kościoła
- 14 sierpnia 1991 – konsekracja kościoła św. Piotra Apostoła
- 16 czerwca 1999 – koronacja papieskimi koronami cudownego obrazu Matki Bożej Nieustającej Pomocy.

27 maja 2006 bazylikę odwiedził papież Benedykt XVI.

## Galeria zdjęć

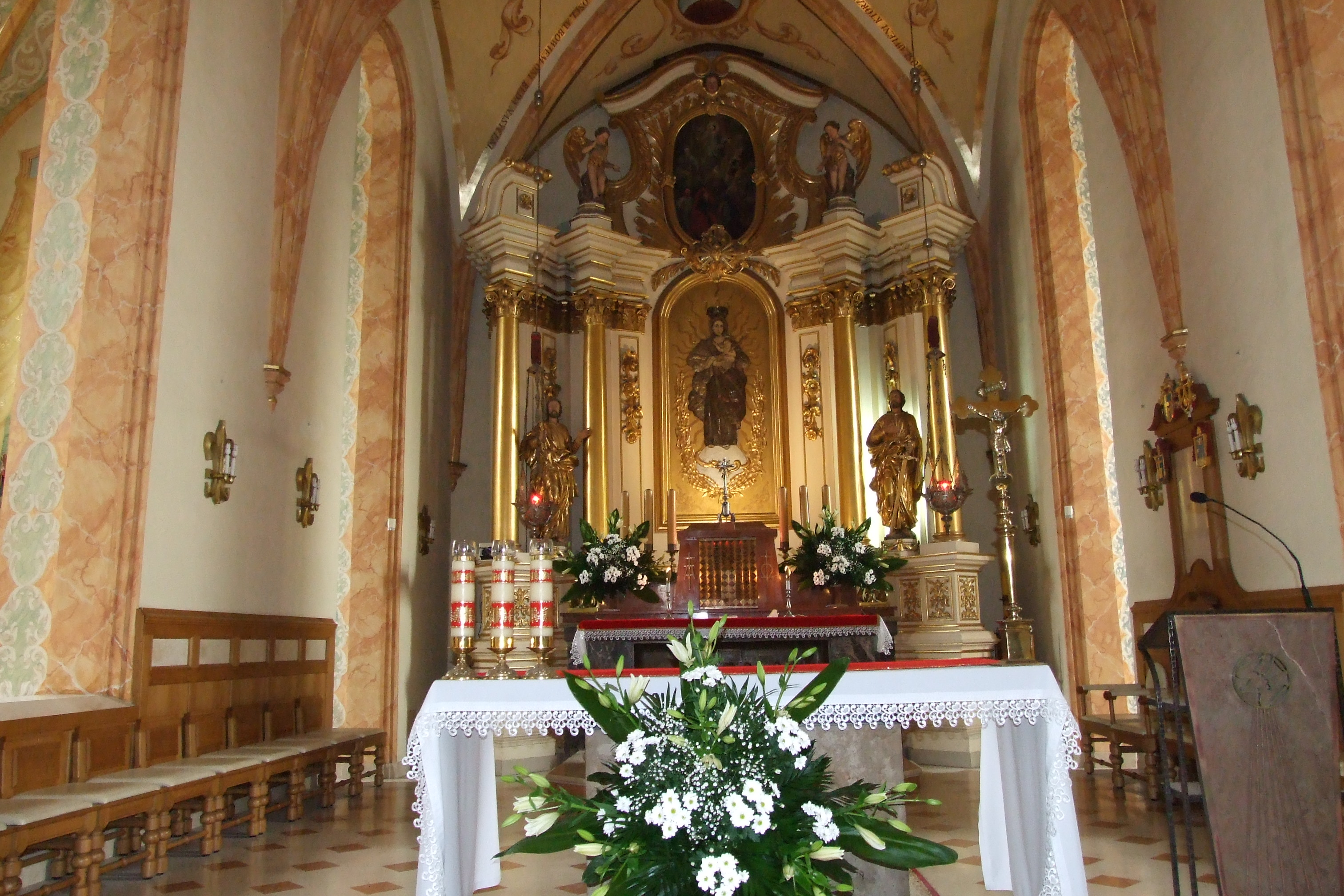
Prezbiterium
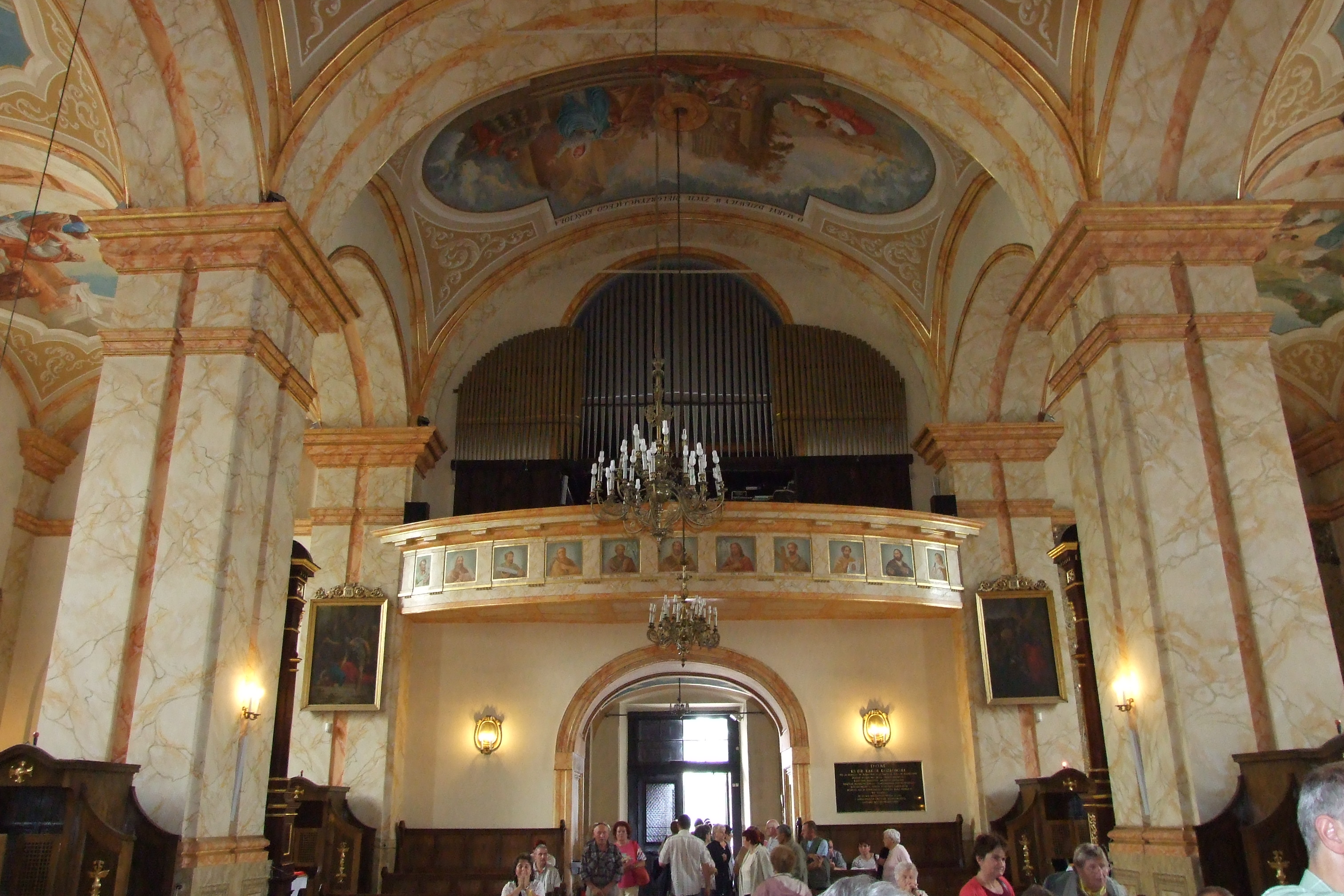
Chór i organy
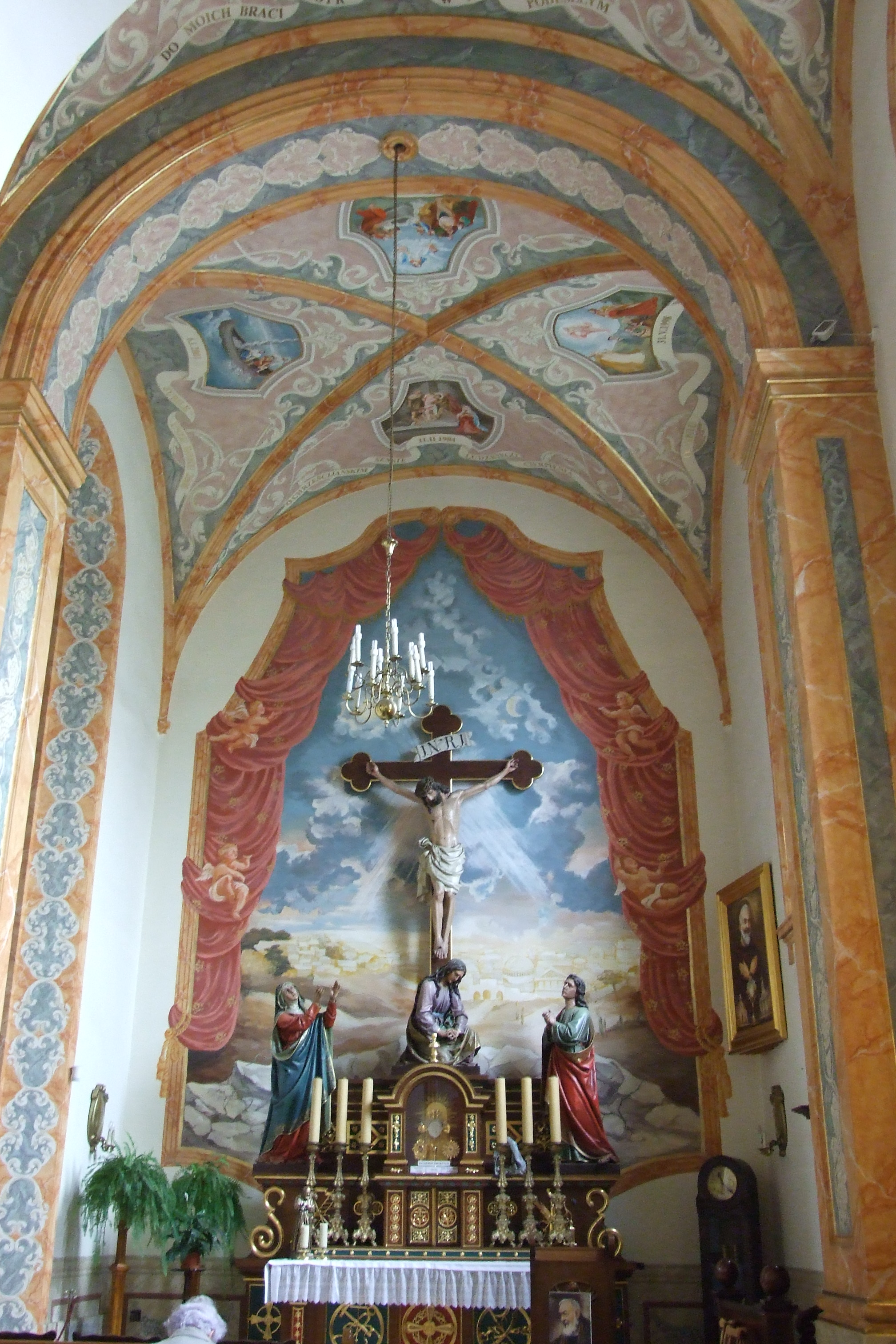
Wnętrze bazyliki
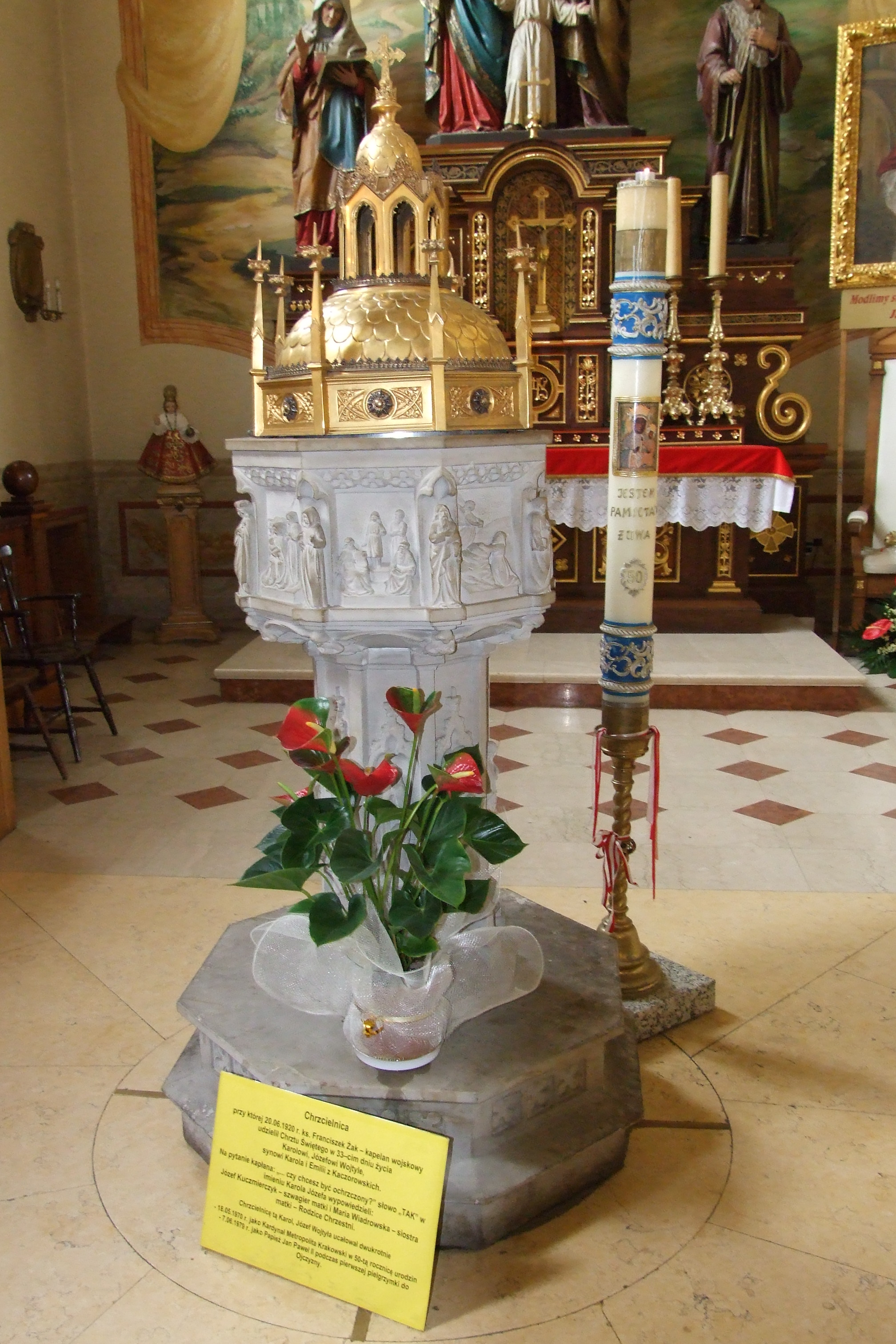
Chrzcielnica, przy której został ochrzczony Jan Paweł II
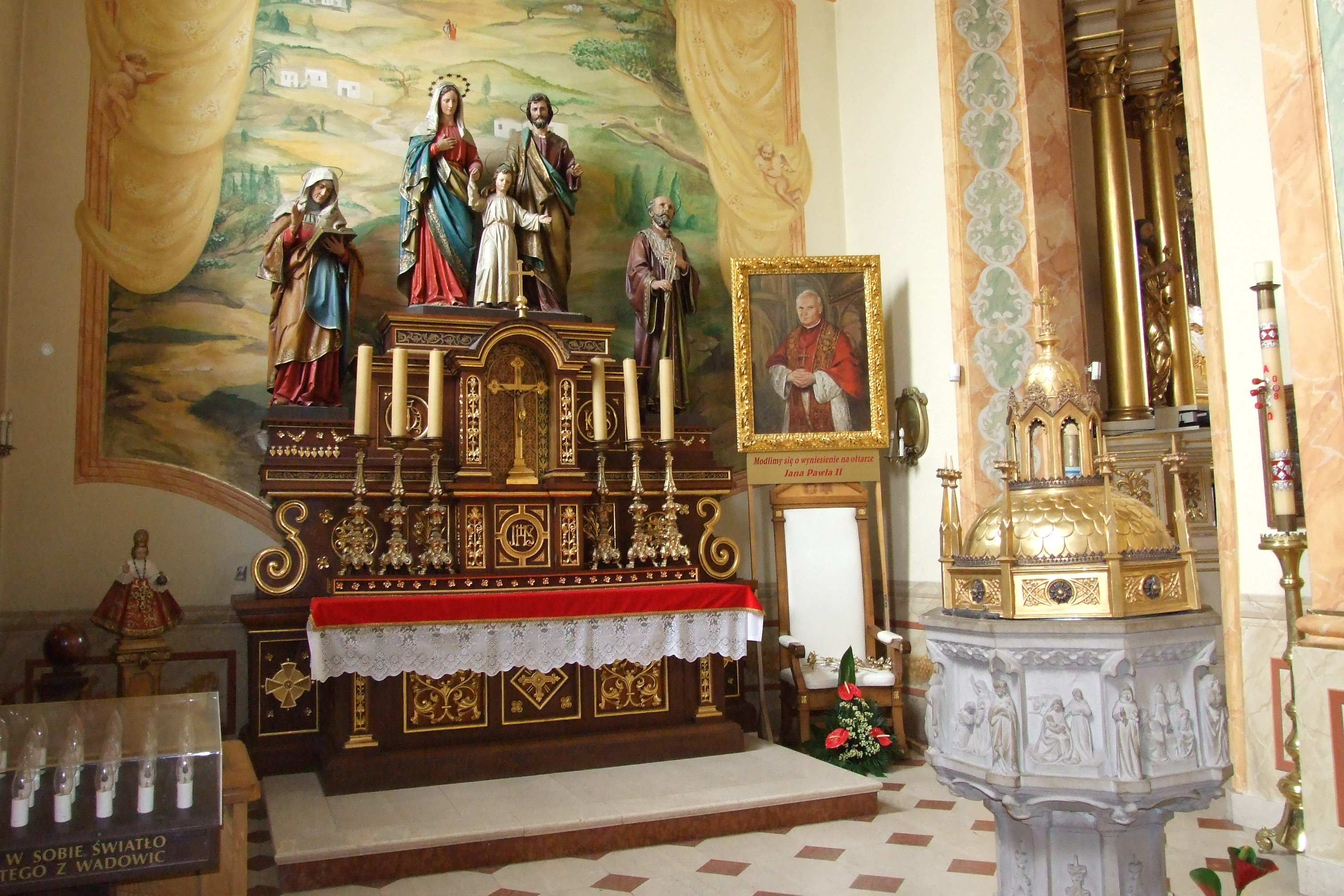
Wnętrze bazyliki
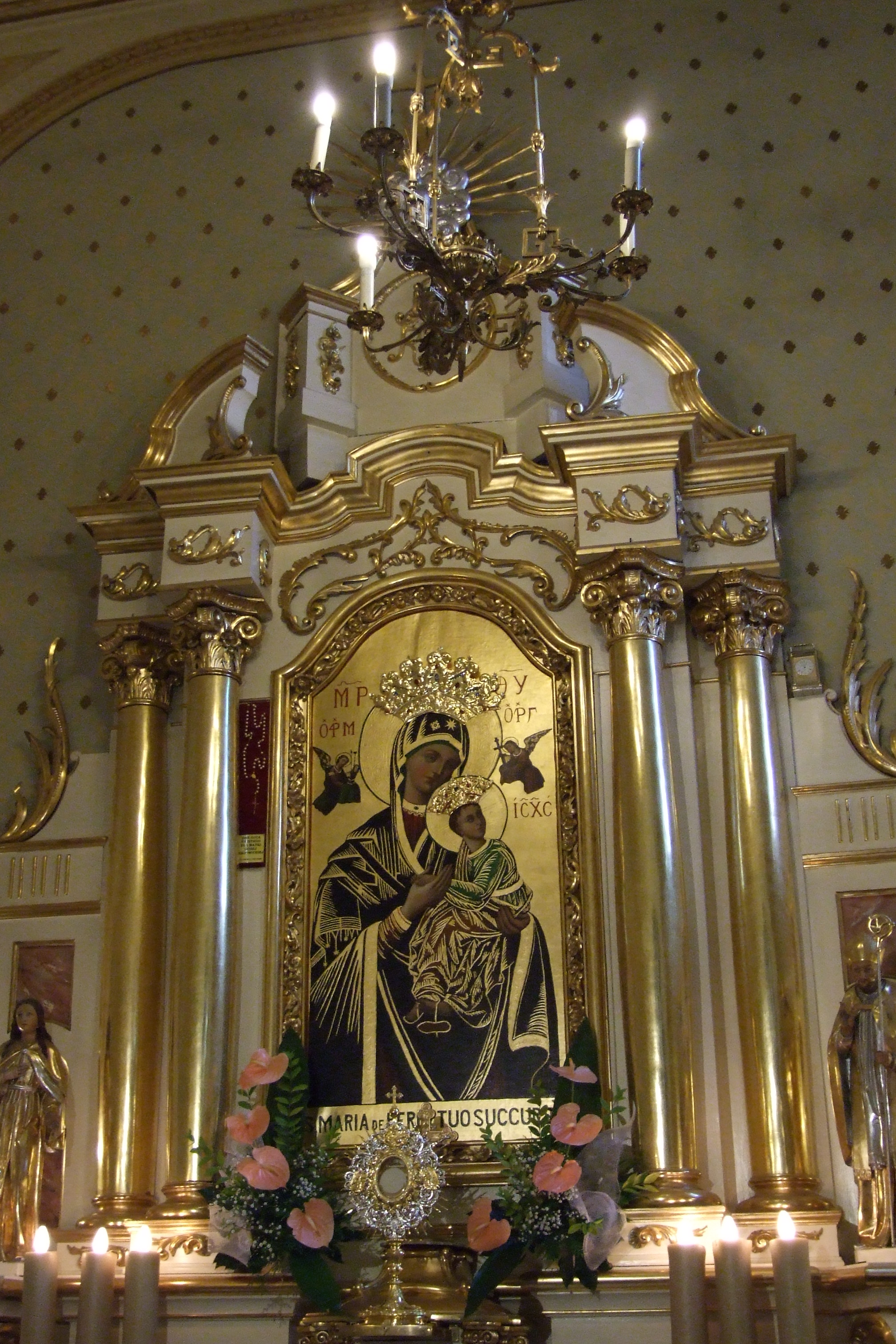
Wnętrze bazyliki
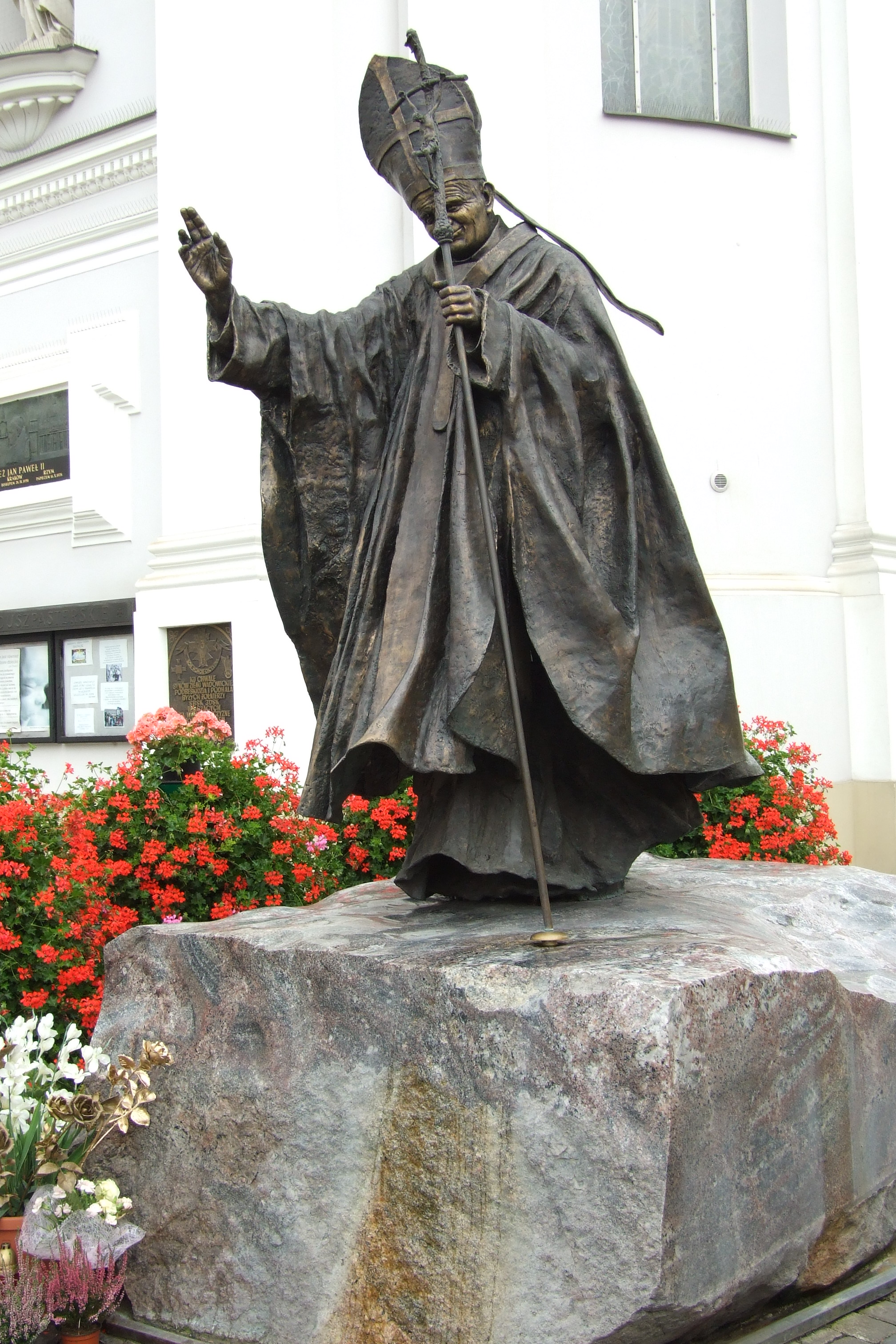
Pomnik Jana Pawła II przed bazyliką
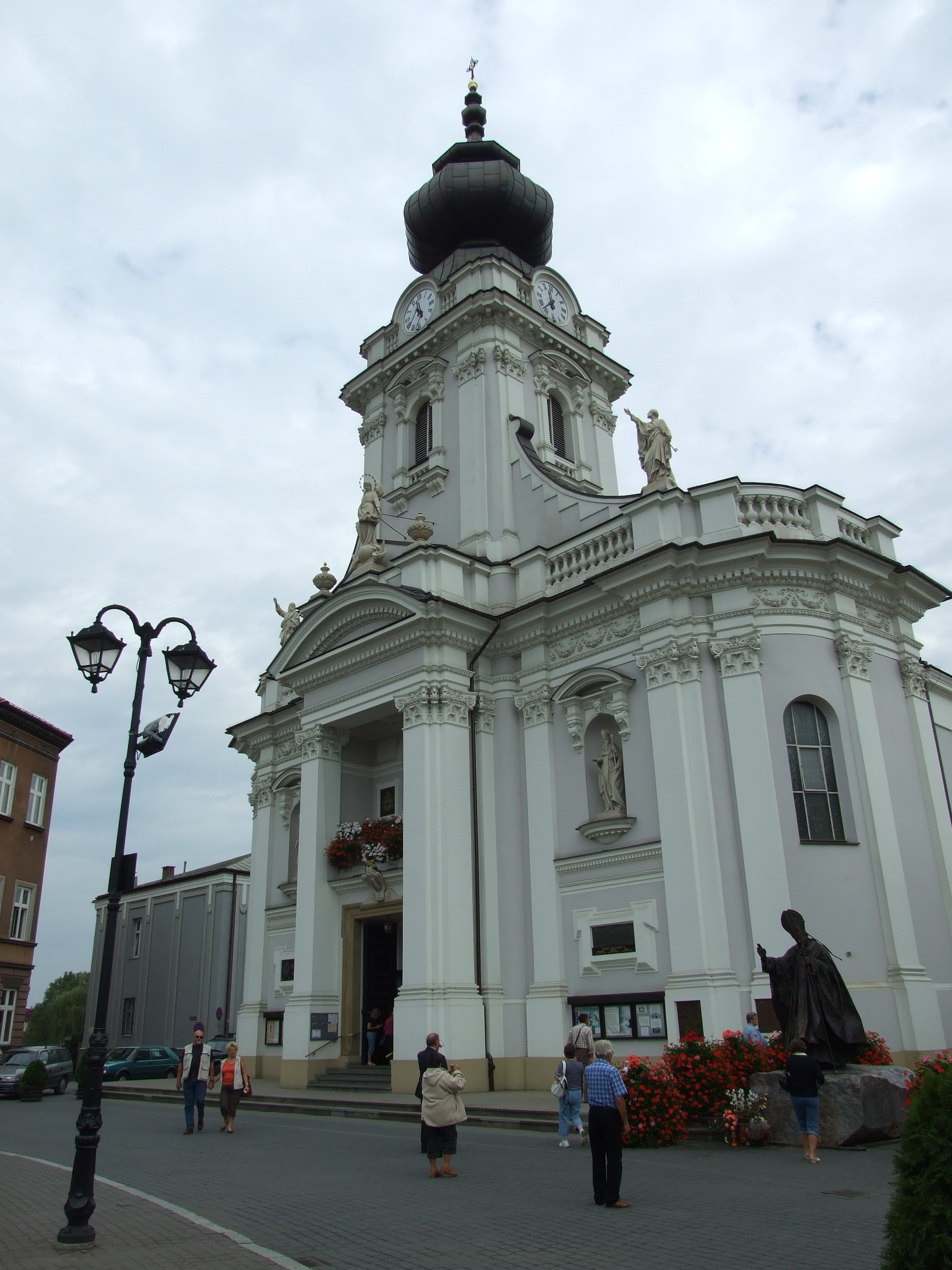
Bazylika z zewnątrz
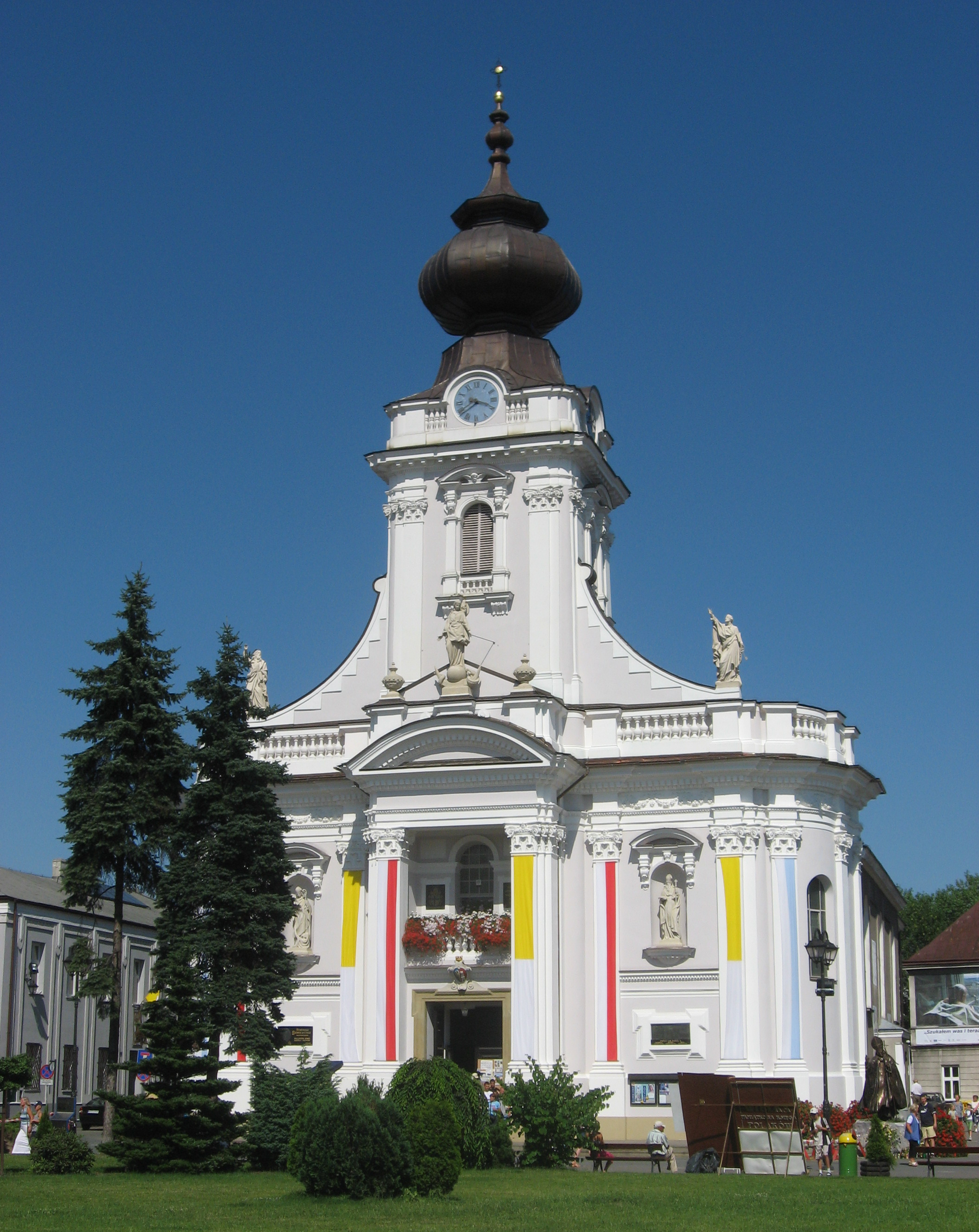
Bazylika z zewnątrz
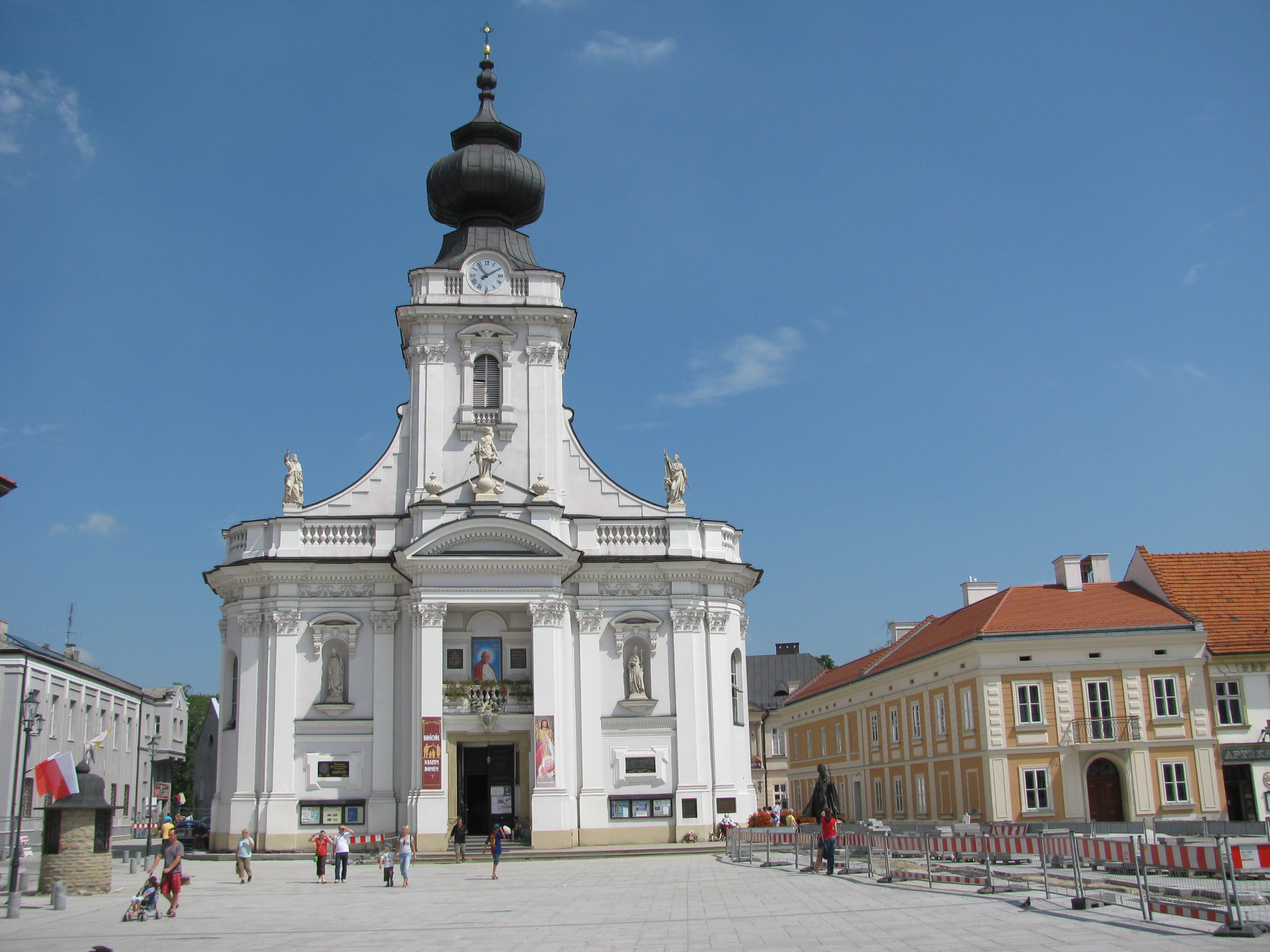
Bazylika z zewnątrz w 2012 r.
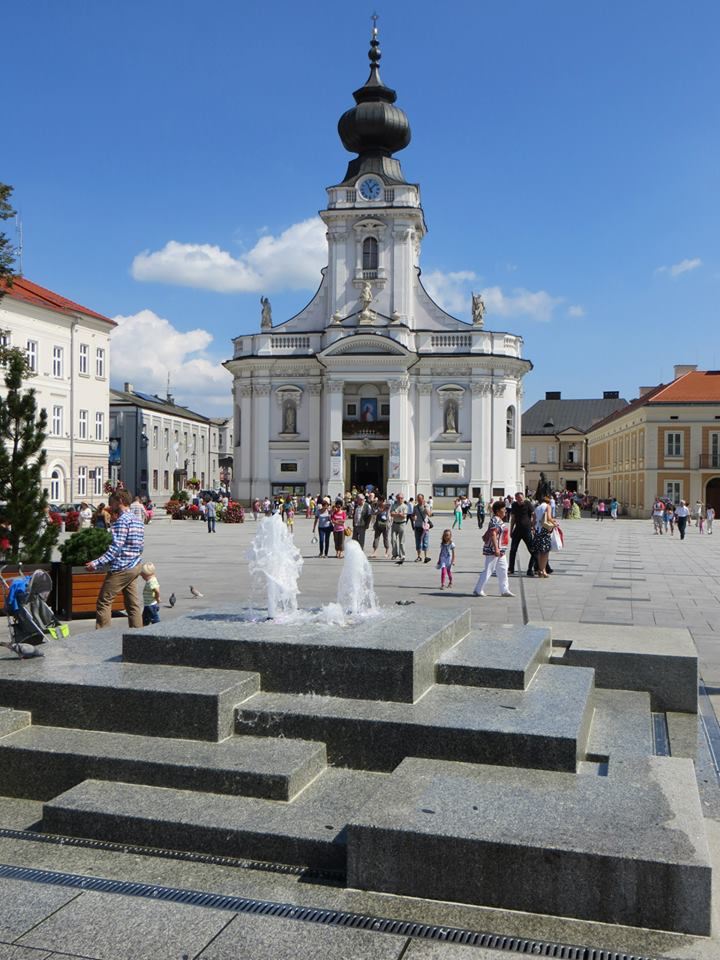
Bazylika z zewnątrz obecnie (wrzesień 2013)
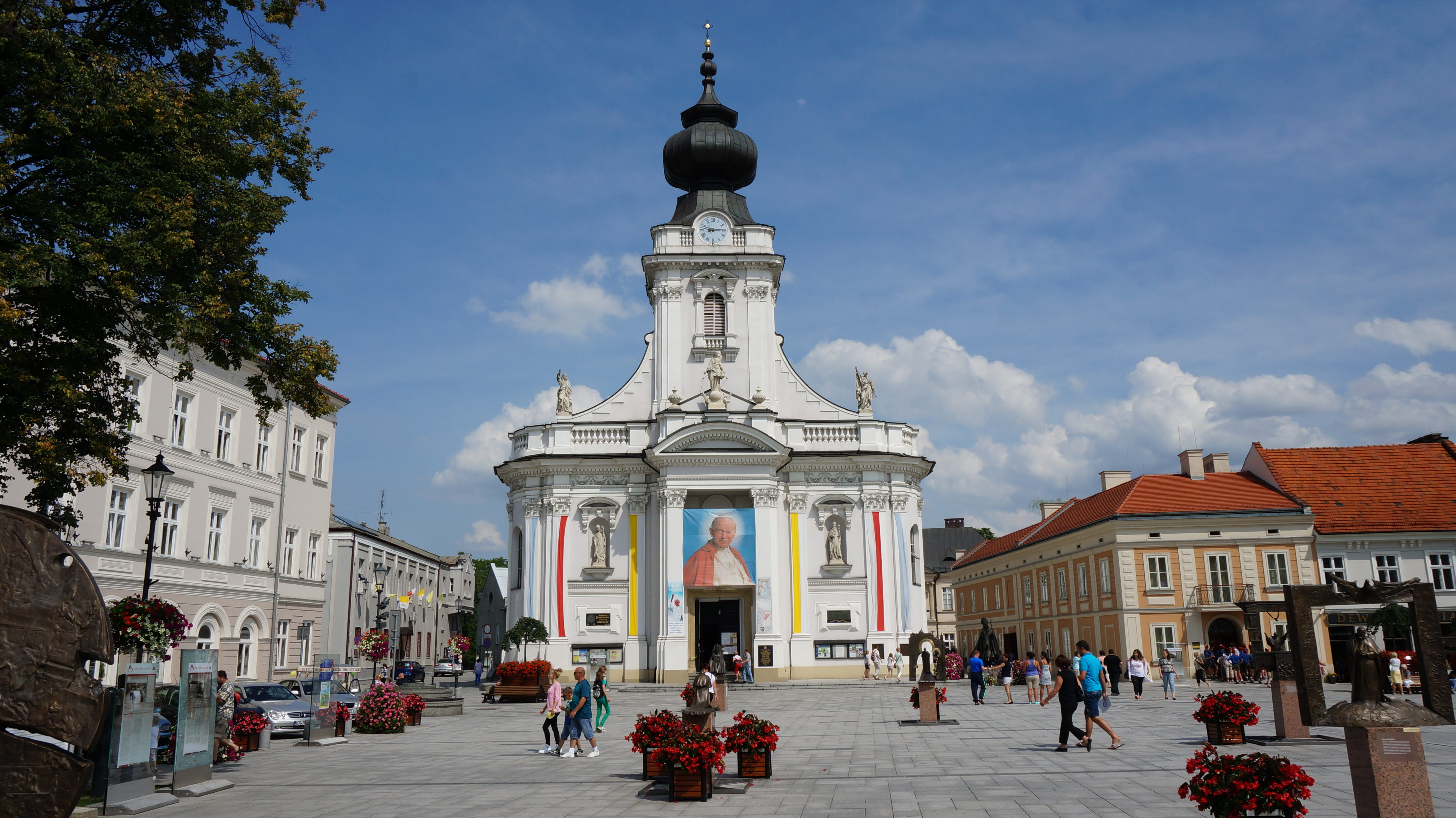
Bazylika Ofiarowania Najświętszej Maryi Panny – kościół parafialny parafii Ofiarowania NMP w Wadowicach, znajdujący się przy pl. Jana Pawła II.